# Dani Pacheco
Daniel „Dani“ Pacheco Lobato (* 5. Januar 1991 in Pizarra) ist ein spanischer Fußballspieler.

## Karriere

### Verein
Bevor Pacheco zum FC Liverpool wechselte, spielte er in der Jugendakademie des FC Barcelona. Durch seine Fähigkeit, Tore von fast jeder Position zu erzielen, bekam er von seinen Teamkollegen den Spitznamen „El Asesino“ („Der Killer“).
Sein Debüt für die Reservemannschaft der „Reds“ gab er am 5. Februar 2008 gegen die Bolton Wanderers, bei dem er auch gleich das erste Tor erzielte. Im April 2008 legte er mit einem 45 Meter Pass das entscheidende Tor gegen die Blackburn Rovers auf, was zum Gewinn der Premier Reserve League North führte.
Sein erstes Spiel für die Profi-Mannschaft des FC Liverpool erzielte er am 9. Dezember 2009, als er im UEFA-Champions-League-Spiel gegen die AC Florenz für Alberto Aquilani eingewechselt wurde. Nur zwei Wochen später debütierte er auch in der Liga für die erste Mannschaft, im Spiel gegen die Wolverhampton Wanderers als er abermals für Aquilani ins Spiel kam. Am 18. Februar 2010 wurde er im UEFA-Europa-League-Spiel gegen Unirea Urziceni in der 75. Minute eingewechselt, nur sechs Minuten später legte er das entscheidende Tor für David N’Gog auf.
Um Spielpraxis zu sammeln, wurde Pacheco im März 2011 bis zum Ende der Saison an Norwich City verliehen. Mit den „Canaries“ schaffte er den Aufstieg in die Premier League.
Am 24. August 2011 gab der FC Liverpool bekannt, dass Pacheco für ein Jahr auf Leihbasis zu Atlético Madrid wechseln werde. Von dort wird er wiederum an Rayo Vallecano ausgeliehen.
Am 31. Januar 2013 wurde Pacheco bis Saisonende an den spanischen Zweitligisten SD Huesca ausgeliehen.
Am 2. September 2013 wechselte Pacheco zum spanischen Zweitligisten AD Alcorcón.
Zur Saison 2014/15 wechselte Pacheco zu Betis Sevilla.

### Nationalmannschaft
Pacheco nahm mit der spanischen U-19-Nationalmannschaft an der U-19-Fußball-Europameisterschaft 2010 in Frankreich teil. Dort erreichten die Spanier zwar das Finale, verloren dieses jedoch gegen Gastgeber Frankreich. Pacheco wurde Torschützenkönig des Turniers.

## Persönliches
Sein Bruder Juan Antonio (* 1984) spielte unter anderem in der Jugend des FC Málaga und für Cartagena Promesas und den CD Alhaurino in der Tercera División.